# 锦藓属
锦藓属（学名：Sematophyllum）为锦藓科的一个属。

## 物种
本属包括以下物种：
- 婆罗锦藓 Sematophyllum borneense
- 橙色锦藓 Sematophyllum phoeniceum
- 矮锦藓 Sematophyllum subhumile
- 羽叶锦藓 Sematophyllum subpinnatum